# 上苗木駅
上苗木駅（かみなえぎえき）は、かつて岐阜県中津川市に存在した北恵那鉄道北恵那鉄道線の駅。
地元住民の請願により開設された駅であった。

## 駅施設
1面1線のホーム。木造平屋建ての駅舎が設置されていた。

## 歴史
- 1929年（昭和4年）9月19日：北恵那鉄道線苗木 - 並松間に新設開業。
- 1955年（昭和30年）：駅舎が新設される。このころに業務委託駅となる。
- 1968年（昭和43年）：業務委託を廃止。
- 1978年（昭和53年）9月18日：北恵那鉄道線の廃止に伴い廃駅。

## 隣の駅
北恵那鉄道
北恵那鉄道線
苗木駅 - 上苗木駅 - 並松駅